# Veränderlicher Ölkäfer
Der Veränderliche Ölkäfer (Mylabris variabilis) ist ein Käfer aus der Familie der Ölkäfer (Meloidae).

## Merkmale
Die Käfer werden 7 bis 16 Millimeter lang. Sie sind dem Pannonischen Ölkäfer (Mylabris pannonica) sehr ähnlich und haben auch gelbbraune Flügeldecken mit breiten, schwarzen, gewellten Querbinden. Sie tragen aber im Gegensatz zur ähnlichen Art am Hinterleibsende eine schwarze Binde. 

## Vorkommen
Die Tiere kommen im Mittelmeerraum bis hinauf ins pannonische Donaubecken nach Ungarn und Tschechien, stellenweise häufig vor. Sie sind aber auch in Österreich vorkommend. Sie fliegen von Juni bis September. 